# Nîșivți, Murovani Kurîlivți
Nîșivți (în ucraineană Нишівці) este un sat în comuna Rivne din raionul Murovani Kurîlivți, regiunea Vinnița, Ucraina.

## Demografie
Componența lingvistică a localității Nîșivți
     Ucraineană (99,37%)
     Alte limbi (0,63%)
Conform recensământului din 2001, majoritatea populației localității Nîșivți era vorbitoare de ucraineană (99,37%), existând în minoritate și vorbitori de alte limbi.